# Der goldene Vogel
O pássaro de ouro é um conto de fadas alemão compilado pelos Irmãos Grimm. É o conto número 57 (KHM 57). Este tipo de história é caracterizado por uma sequência de buscas, uma após a outra, que o herói precisa realizar. Para isto conta com a ajuda de um fiel animal, uma raposa. Enquadra-se no Tipo 451 do Sistema Aarne-Thompson-Uther (ATU) de classificação de contos folclóricos.

## Origem
O conto de fadas deriva possivelmente da coletânea Kindermährchen (Contos infantis) de Wilhelm Christoph Günther de 1787 (No 26, Der treue Fuchs, em português A raposa fiel). Além disso, a história também é conhecida, de forma bem semelhante, na Áustria, bem como nas regiões de língua tcheca, polonesa, eslovena, sérvia, búlgara, romena, finlandesa, estoniana, lituana e ucraniana.